# Le donne erano sole
Le donne erano sole (The Unfaithful) è un film del 1947 diretto da Vincent Sherman.

## Produzione
Il film fu prodotto dalla Warner Bros. Pictures.

## Distribuzione
Distribuito dalla Warner Bros. Pictures, il film uscì nelle sale cinematografiche USA il 5 giugno 1947.